# Sehore
Sehore est une ville indienne située dans le district de Sehore dans l’État du Madhya Pradesh.
En 2011, sa population était de 108 818 habitants.

## Traduction
- (en) Cet article est partiellement ou en totalité issu de l’article de Wikipédia en anglais intitulé « Sehore » (voir la liste des auteurs).